# Кнут Хамсун
Кнут Хамсун (Лом, Опланд, 4. август 1859 — Гримстад, 19. фебруар 1952) je био норвешки писац и добитник Нобелове награде за књижевност 1920. године. Рођен је 1859. а умро је 1952. године. После Ибзена, најпознатији је норвешки књижевник. Тридесетих година двадесетог века био је ангажован као политичар, промовишући десничарске идеје. Подржавао је нацистичку филозофију и норвешку квислиншку владу, због чега је био осуђен на робију. Дешавало се да су му читаоци, незадовољни политичким идејама које је излагао у својим делима, враћали купљене књиге.
У књижевним почецима писао је романтичарским стилом који је нагињао ка модерној књижевности. Његово прво значајније дело било је Мистерије. Неки критичари су ово дело назвали јеванђељем модернизма, поредећи га са делима попут Тако је говорио Заратустра. Дело је тешко жанровски дефинисати будући да се у њему преплићу лирски и епски елементи уз доминантну ирационалност која почива на критичком односу према грађанском друштву и његовом настојању да се ослободи стваралачка личност. У време настанка „мистерија“ настала су и дела Пан и Викторија. Хамсун је у Викторији испевао химну љубави. Романи Пан и Викторија су делови трилогије у коју спада и роман Глад. Пан говори о човеку који на болан начин схвата како стапање човека са природом више није могуће. Хамсун приказује онај део људске историје када је „човек постао болесно чедо града“. Бавио и драмом и поезијом, али са слабијим успехом. Никада се није покајао због својих политичких уверења, чак ни у аутобиографији На зараслим стазама.
Био је пионир психолошке литературе са техникама тока свести и унутрашњег монолога, и утицао је на ауторе као што су Томас Ман, Франц Кафка, Максим Горки, Стефан Цвајг, Хенри Милер, Херман Хесе, Џон Фанте и Ернест Хемингвеј. Исак Башевис Сингер је Хамсуна назвао „оцем модерне школе књижевности у сваком његовом аспекту – његовој субјективности, фрагментарности, употреби флешбекова, његовом лиризму. Цела модерна школа фикције у двадесетом веку потиче од Хамсуна“. Од 1916. године, неколико Хамсунових дела је адаптирано у филмове. Дана 4. августа 2009, отворен је Центар Кнут Хамсун у Хамароју.
Млади Хамсун се противио реализму и натурализму. Он је тврдио да главни предмет модернистичке књижевности треба да буду комплексности људског ума, да писци треба да описују „шапат крви и преклињање коштане сржи“. Хамсун се сматра „вођом неоромантистичке побуне на прелазу из 20. века“, са делима као што су Глад (1890), Мистерије (1892), Пан (1894) и Викторија (1898). Његова каснија дела — посебно његови „нордландски романи“ — била су под утицајем норвешког новог реализма, приказујући свакодневни живот у руралној Норвешкој и често користећи локални дијалект, иронију и хумор. Хамсун је објавио само једну збирку поезије, Дивљи хор, за коју је компоновало музику неколико композитора.
Хамсун је имао снажне антиенглеске ставове, и отворено је подржавао Адолфа Хитлера и нацистичку идеологију. Због исказане подршке немачкој окупацији Норвешке, после рата је оптужен за издају. Није осуђиван, због, како се сматрало, психолошких проблема и своје старости.

## Рад и дела
Први пут је привукао пажњу 1890. године романом Глад. У полуаутобиографском делу описао је пад младог писца у лудило као резултат глади и сиромаштва. Остала дела: Пан, Мистерије, Август, Скитнице, Ружа, По зараслим стазама, Плодови земље, Последње поглавље, Нитков из скитничког живота, Круг се затвара, Глас живота, Жене на студенцу, Викторија, Уредник Лунге, Заводник и друге приче.

### Нефикција
- 1889 Lars Oftedal. Udkast (Draft) (11 чланака, раније објављених у Dagbladet)
- 1889 Fra det moderne Amerikas Aandsliv (Културни живот Модерне Америке) - предавања и критике
- 1903 I Æventyrland. Oplevet og drømt i Kaukasien (У земљи чуда) - путопис
- 1918 Sproget i Fare (Језик у опасности) - есеји

### Поезија
- 1878 Et Gjensyn (A Reunion) - епска поема (Објављено као Кнуд Педерсен Хамсунд)
- 1904 Det vilde Kor, poetry (Дивљи хор)

### Драме
- 1895 Ved Rigets Port (На капији Царства)
- 1896 Livets Spil (Игра живота)
- 1898 Aftenrøde. Slutningspil (Вечерње црвено: Игре закључивања)
- 1902 Munken Vendt. Brigantine's Saga I
- 1903 Dronning Tamara (краљица Тамара)
- 1910 Livet i Vold (У стиску живота)

### Колекције приповедака
- 1897 Siesta - колекција приповедака
- 1903 Kratskog - колекција приповедака

### Серије
1. 1906 Under Høststjærnen. En Vandrers Fortælling (Под јесењом звездом)
2. 1909 En Vandrer spiller med Sordin (Луталица свира на пригушеним жицама/Вандерерс) (2 свеске)

(A Wanderer Plays on Muted Strings/Wanderers) (2 тома)
Бенони и Роза
1. 1908 Benoni
2. 1908 Rosa: Af Student Parelius' Papirer (By Student Parelius' Papers) (Роза)

Автустова трилогија
1. 1927 Landstrykere I (Wayfarers) (2 тома)
2. 1930 August (2 тома)
3. 1933 Men Livet lever (Пут води даље) (2 тома)

### Приче
- 1877 Den Gaadefulde. En kjærlighedshistorie fra Nordland (Милостиви. Љубавна прича из Нордланда)  (Објављено са Кудом Педерсеном)
- 1878 Bjørger (Објављено са Кудом Педерсеном)

### Романи
- 1890 Sult (Глад)
- 1892 Mysterier (Мистерије)
- 1893 Redaktør Lynge (Уредник Линч)
- 1893 Ny Jord (Плитка земља)
- 1894 Pan (Пан)
- 1898 Victoria. En kjærlighedshistorie (Викторија)
- 1904 Sværmere (Mothwise, 1921), (Сањалице)
- 1905 Stridende Liv. Skildringer fra Vesten og Østen (Борба против живота. Прикази са Запада и Истока)
- 1912 Den sidste Glæde (Осврните се на срећу)
- 1913 Børn av Tiden (Деца доба)
- 1915 Segelfoss By 1 (2 тома) (Сигелфос град)
- 1917 Markens Grøde 2 тома (The Плодови земље)
- 1920 Konerne ved 2 тома (Жене на пумпи)
- 1923 Siste Kapitel (2 тома) (Последње поглавље)
- 1936 Ringen sluttet (Прстен је затворен)
- 1949 Paa gjengrodde Stier (По зараслим стазама)

Добитник Нобелове награда, писац Исак Башевис Сингер превео је нека од његових дела.

## Филмске и ТВ адаптације
Главно међу свим Хамсуновим делима прилагођеним филму је Глад, филм из 1966. са Пером Оскарсоном у главној улози. Још увек се сматра једном од најбољих филмских адаптација свих Хамсунових дела. Хамсунова дела су била основа за 25 филмова и адаптација телевизијских мини серија, почевши од 1916. године.
Књига Мистерије била је основа истоименог филма из 1978. (холандске филмске компаније Сигма пикчерс), редитеља Пола де Лусанеа, у којем су глумили Силвија Кристел, Рутгер Хауер, Андреа Фереол и Рита Тушингем.
Landstrykere (Путници) је норвешки филм из 1990. године у режији Ола Солума.
Телеграфиста је норвешки филм из 1993. у режији Ерика Густавсона. Заснован је на роману Сањалице (Sværmere, такође објављен на енглеском као Mothwise).
Pan је био основа за четири филма између 1922. и 1995. Најновију адаптацију, истоимени дански филм, режирао је Хенинг Карлсен, који је такође режирао данску, норвешку и шведску копродукцију филма Султ из 1966. из Хамсуновог романа истог имена.
Ремодернистички редитељ Џеси Ричардс најавио је да се припрема за режију адаптације Хамсунове кратке приче Зов живота.